# Manius Acilius Faustinus (Konsul 210)

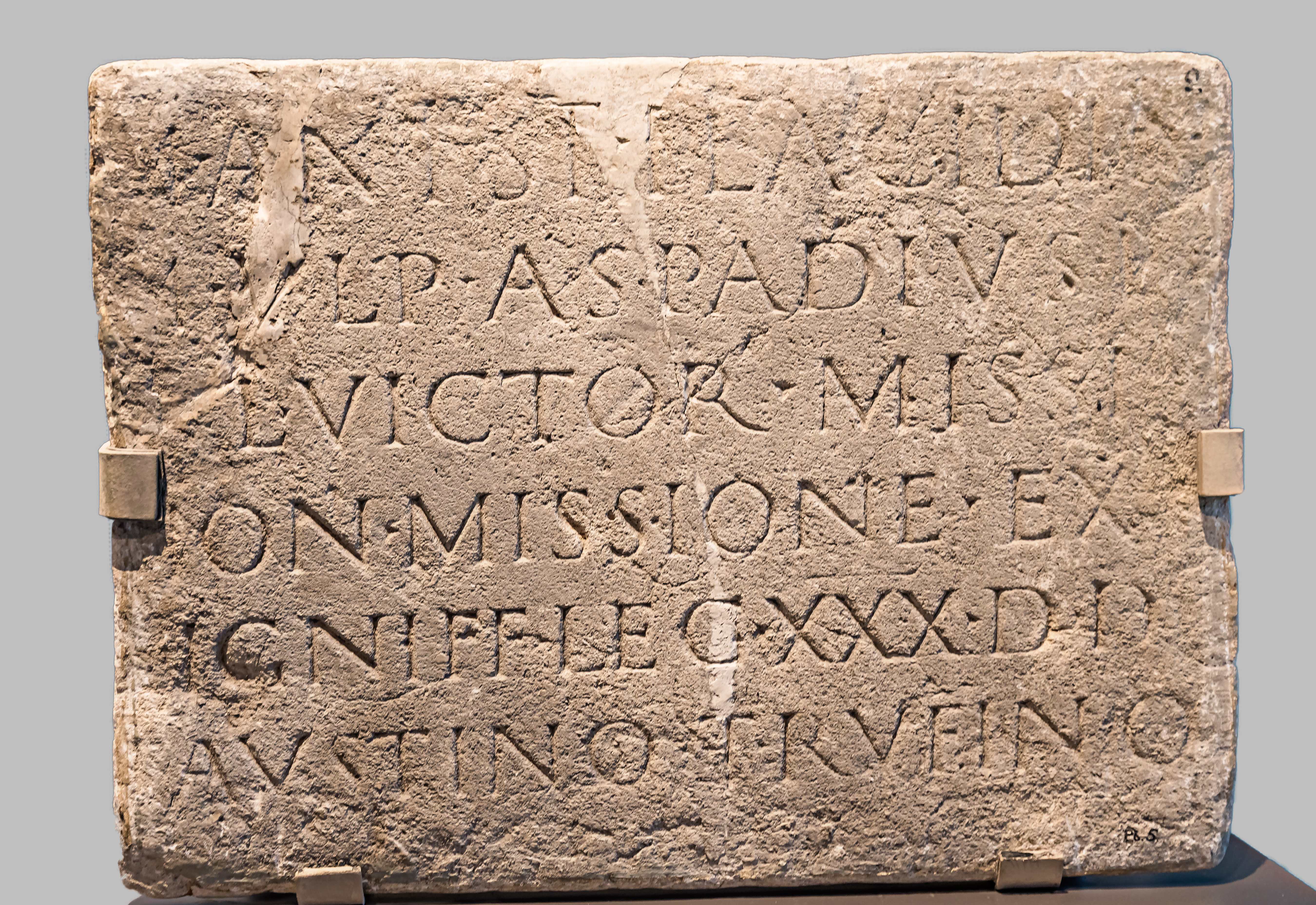
Weihealtar von drei aus dem Dienst ehrenvoll verabschiedeten Feldzeichenträgern (signifferis) aus dem Jahr 210, als die inschriftlich genannten Manius Acilius Faustinus und Triarius Rufinus das ordentliche Konsulat ausübten

Manius Acilius Faustinus war ein römischer Politiker und Senator aus der gens Acilia.
Sein Vater war Manius Acilius Glabrio, Konsul im Jahr 186. Faustinus wurde im Jahr 210 ordentlicher Konsul gemeinsam mit Aulus Triarius Rufinus; dies ist durch ein Militärdiplom, das auf den 7. Januar 210 datiert ist, belegt.